# Plou
Plou ist eine französische Gemeinde mit 533 Einwohnern (Stand: 1. Januar 2022) im Département Cher in der Region Centre-Val de Loire. Sie gehört zum Arrondissement Bourges und zum Kanton Chârost. Die Bewohner werden Plouais und Plouaises genannt.

## Geographie
Plou liegt etwa 20 Kilometer südwestlich von Bourges. Umgeben wird Plou von den Nachbargemeinden Limeux im Norden und Nordwesten, Preuilly im Norden, Sainte-Thorette im Nordosten, Villeneuve-sur-Cher im Osten, Civray im Süden und Südosten, Chârost im Süden, Saint-Georges-sur-Arnon im Südwesten, Poisieux im Westen sowie Lazenay im Nordwesten.

## Bevölkerungsentwicklung
| Jahr                       | 1962 | 1968 | 1975 | 1982 | 1990 | 1999 | 2006 | 2018 |
| Einwohner                  | 478  | 421  | 469  | 410  | 436  | 436  | 455  | 534  |
| Quellen: Cassini und INSEE |      |      |      |      |      |      |      |      |

## Sehenswürdigkeiten
- Kirche Saint-Pierre, ursprünglich aus dem 11. Jahrhundert, heutiger Bau im Wesentlichen aus dem 13. Jahrhundert
- Schloss Castelnau in Brouillamnon, vor dem 12. Jahrhundert hölzerne Wallburg, dann Burgfestung, 1541 zum Schloss umgebaut, heutiger Bau von 1841
- Burgruine in Font-Moreau aus dem 14. Jahrhundert

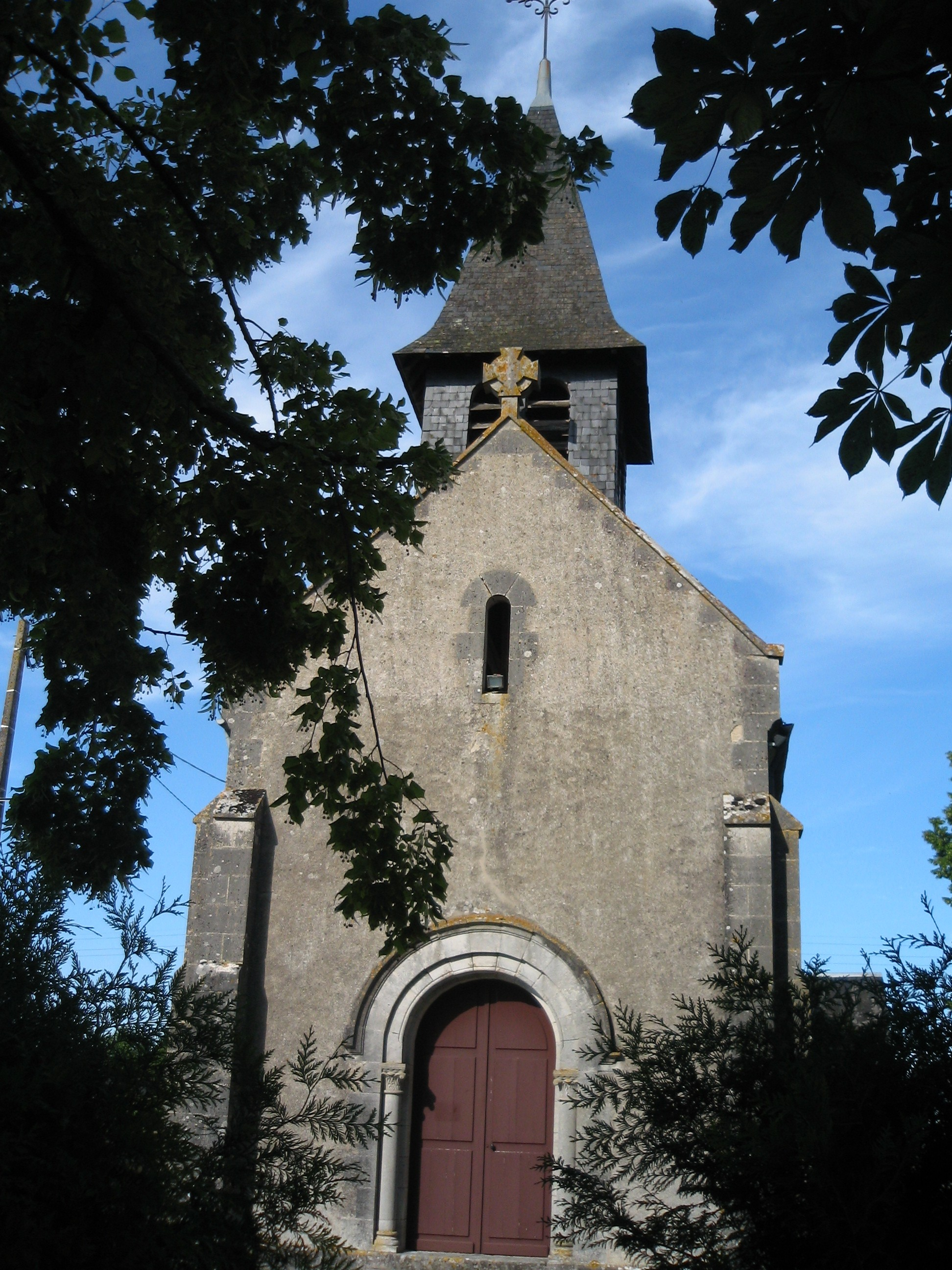
Kirche Saint-Pierre

## Persönlichkeiten
- Jacques de Castelnau-Bochetel (1620–1658), marquis de Castelnau, Marschall von Frankreich
- Théophile Marion Dumersan (1780–1849), Lyriker, geboren in Plou